# Semaforo verde
Semaforo verde o greenlight è la fase progettuale di un film che precede la pre-produzione ed è successiva allo sviluppo. Consiste fondamentalmente nell'approvazione definitiva del film, accordando i termini per il finanziamento dell'opera per dare inizio alla pre-produzione.
Il termine è un ovvio riferimento al semaforo verde della segnaletica stradale che indica "andare avanti", "procedere". 
Solitamente, un film ottiene il semaforo verde al termine degli accordi dei produttori con gli studi cinematografici riguardo al finanziamento e il budgeting.